# ليليان ناليز
ليليان ناليز (29 سبتمبر 1971 في فرنسا - ) (بالفرنسية: Lilian Nalis)‏ هو لاعب كرة قدم فرنسي في مركز الوسط. لعب مع ستاد لافال وسويندون تاون وسي أ باستيا وشيفيلد يونايتد وكوفنتري سيتي وكييفو فيرونا وليستر سيتي ونادي أوكسير ونادي باستيا ونادي غانغون ونادي كاين ونادي لوهافر ونادي بليموث أرجايل.

## وصلات خارجية
- ليليان ناليز على موقع قاعدة بيانات كرة القدم.إي يو (الإنجليزية)
- ليليان ناليز على موقع Soccerbase.com (لاعب) (الإنجليزية)
- ليليان ناليز على موقع Soccerway.com (الإنجليزية)
- ليليان ناليز على موقع عالم كرة القدم.نت (الإنجليزية)
- ليليان ناليز على موقع GSA (الإنجليزية)